# NS-dienstregeling 2007-2009
De dienstregeling voor de jaren 2007-2009 van de Nederlandse Spoorwegen ging in op 10 december 2006. Deze dienstregeling bevatte het grootste aantal wijzigingen sinds 1970, toen met Spoorslag '70 de intercitytreinen werden geïntroduceerd.
In de loop van 2006 bleken een aantal uitbreidingen en aanpassingen aan de infrastructuur niet tijdig gereed, waarna diverse aanpassingen zijn doorgeschoven naar latere jaren.

## Aanleiding
Er waren verschillende redenen voor de ingrijpende wijzigingen in de treinenloop. Sinds de verzelfstandiging van NS, waren de verhoudingen op het spoor ingrijpend gewijzigd. Nieuwe goederen- en personenvervoerders deden hun entree op de geliberaliseerde markt. Het spoorbeheer is via diverse tussenstations terechtgekomen bij ProRail. In de nieuwe dienstregeling is met name meer rekening gehouden met de wensen van de goederenvervoerders.
Het uitblijven van investeringen in het spoornet door het Rijk vormde ook een aanleiding. Het spoornet was al druk in de tijd dat alleen NS reed. Groei van het goederen- en reizigersverkeer veroorzaakte nieuwe knelpunten op het spoor, zonder dat er sprake was van wezenlijke capaciteitsvergroting. Een andere opzet van de dienstregeling maakt ruimte voor deze groei, door bijvoorbeeld intercity's iets langzamer te laten rijden.
Een derde reden was de oplevering van een aantal grote infraprojecten zoals de geplande start van de hogesnelheidstrein tussen Amsterdam en Brussel. Als gevolg van technische tegenslagen is de opening hiervan meermalen uitgesteld. Enkele wijzigingen in de dienstregeling zijn gekoppeld aan de komst van de HSL en eveneens uitgesteld naar latere jaren. Ook het gereedkomen van de spoorverdubbeling (naar vier sporen) tussen Amsterdam Bijlmer Arena en Utrecht Centraal gaf aanleiding om de dienstregeling ter herzien. Net als bij de HSL-Zuid was er ook bij dit project sprake van vertraging met de volledige realisatie. Ook de Betuweroute, een goederenlijn van de Maasvlakte naar de Duitse grens, zou in het eerste dienstregelingsjaar (16 juni 2007) in gebruik genomen worden waardoor er aanleiding was  voor een herziening van de routes en de treinpaden van de goederentreinen (ook deze spoorlijn kwam met vertraging gereed, en de volle capaciteit zou pas in de loop van de jaren beschikbaar komen).
De vierde aanleiding lag in het zogenaamde prestatiecontract tussen het Ministerie van Verkeer en Waterstaat en NS in de rol van personenvervoerder voor het hoofdrailnet. Hierin is onder andere een afspraak vastgelegd over het aantal treinen dat op tijd moet rijden. Bij het halen van de gestelde percentage, mag NS extra prijsverhogingen doorvoeren. In de jaren vóór de introductie van deze nieuwe dienstregeling nam het aandeel vertraagde en uitvallende treinen langzamerhand toe. In het prestatiecontract is de eis opgenomen dat het aandeel vertraagde treinen weer afneemt. Een ander onderdeel is de inzet van NS om een groter marktaandeel te realiseren in het woon-werkverkeer. Dit betekent dat NS zich meer moet gaan richten op het vervoer op de kortere afstanden.
Dit artikel gaat met name in op de wijzigingen in de treinenloop van NS Reizigers vanaf december 2006. Van de overige vervoerders zijn de belangrijkste wijzigingen opgenomen. Wel moet worden opgemerkt, dat met name de aansluitingen en overstap-verbindingen tussen de verschillende vervoerders zijn verslechterd met de komst van de Dienstregeling 2007.

## Belangrijke wijzigingen

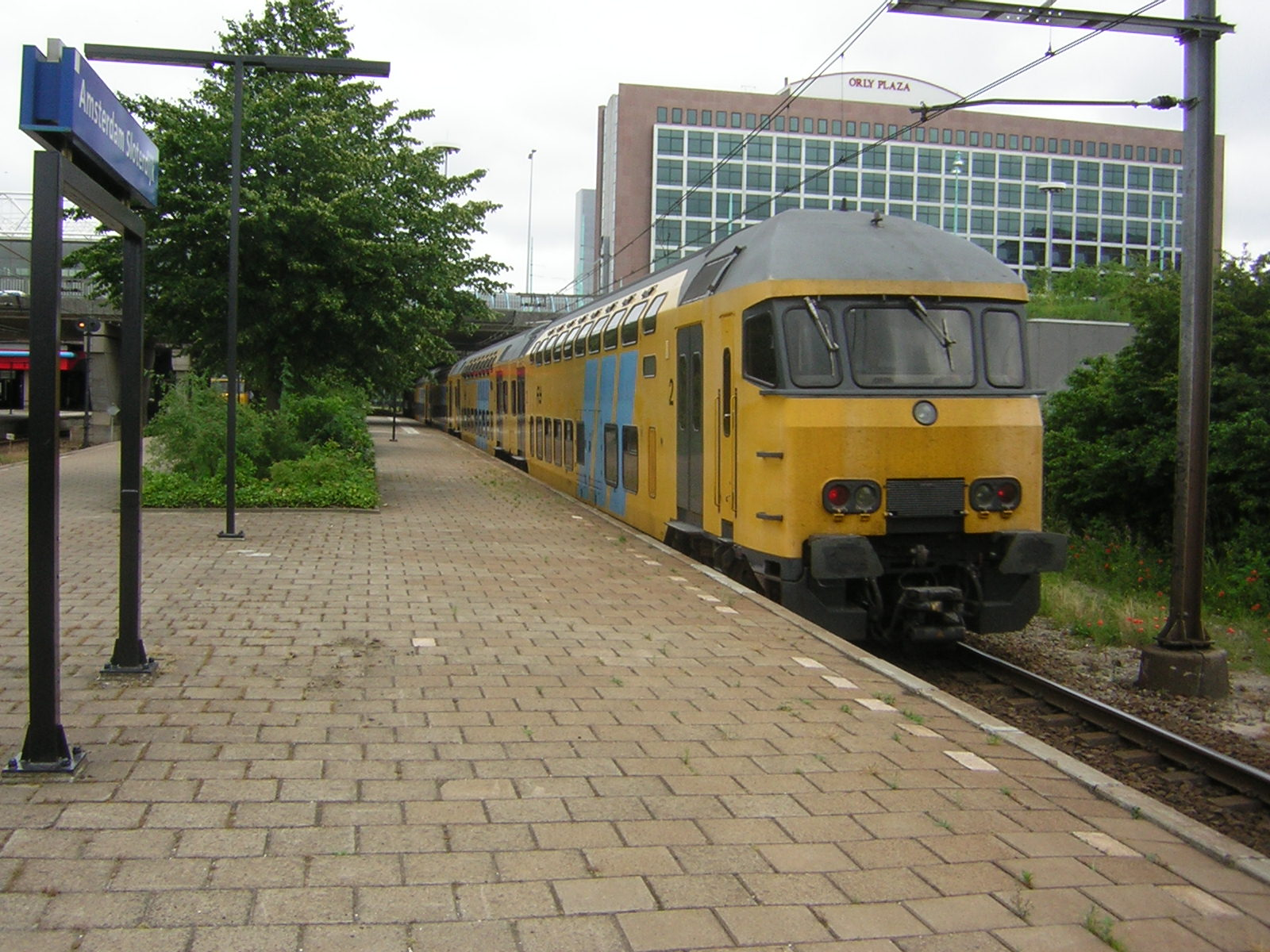
DD-AR, Amsterdam Sloterdijk.

- Vrijwel alle vertrektijden zijn veranderd. Allereerst om de internationale treinen beter te integreren met de binnenlandse treinen. Hiervoor zijn de vertrektijden aangepast aan de internationaal gebruikelijke symmetrietijden. Verder bepaalt de ochtendspits hoelang een trein stopt op een station en is rekening gehouden met vijf procent speling. Tot 2007 werd rekening gehouden met een gemiddelde stoptijd per station en zeven procent speling om vertragingen op te vangen. Ten slotte hebben de belangen van andere vervoerders geleid tot een 'ruimere' dienstregeling, waarin ook zij hun treinen kunnen laten rijden.
- Het begrip Sneltrein verdwijnt bij NS. Intercity is de nieuwe naam voor alle treinen, die niet op alle stations stoppen. In vergelijking met de treinenloop voor 2007 stoppen sommige intercity's op meer stations, enkele sneltreinen slaan juist meer stations over. De samenvoeging van sneltrein en intercity leidt tot kwartierdiensten op de belangrijkste routes van het Intercity-netwerk.
- NS maakt een begin met corridors. Dit begrip komt uit het studieprogramma Benutten en Bouwen, waarin is gezocht naar mogelijkheden om meer treinen te laten rijden en minder vertragingen te laten ontstaan. In de praktijk leidt een corridor tot meer directe treinen tussen twee stations, terwijl voor andere richtingen altijd moet worden overgestapt.
- Alle stoptreinen van NS gaan op termijn Sprinter heten. In de Randstad wil NS op alle trajecten ieder kwartier een Sprinter laten rijden. De treindiensten waarvoor nog geen moderne Sprinter-treinstellen beschikbaar zijn, blijven vooralsnog stoptrein heten. Vanaf 2008 wordt er nieuw Sprinter-materieel afgeleverd.
- Met ingang van 14 december 2008 rijden de treinen van NS op Tweede Paas-, Pinkster- en Kerstdag als op zaterdag. Dit was een zondagsdienst. De overige vervoerders rijden op deze dagen wel als op zondag.

### Nieuwe stations
In de jaren tot circa 2015 wordt een groot aantal nieuwe stations in gebruik genomen. Vrijwel zonder uitzondering zijn dit kleinere stations, die ervoor zorgen dat het betreffende dorp of stadsdeel bereikbaar is of blijft per Openbaar Vervoer. Bijvoorbeeld Twello: de opening van het station Twello was gekoppeld aan wijzigingen in het aansluitende busnet. De komst van de trein betekende het einde van de streekbus tussen Apeldoorn en Zutphen. Tegelijk worden enkele kleine dorpen per taxibus bediend vanaf station Twello.
In onderstaande lijst staan de openingsdata tussen haakjes vermeld.
- Apeldoorn De Maten (10 dec 2006)
- Apeldoorn Osseveld (10 dec 2006)
- Amsterdam Holendrecht (14 dec 2008)
- Amsterdam Science Park (2009)
- Eygelshoven Markt (9 dec 2007)
- Gaanderen (10 dec 2006)
- Groningen Europapark – Alleen voor treinen Groningen – Winschoten, niet voor Groningen – Zwolle (1 okt 2007)
- Heerlen de Kissel (9 dec 2007)
- Helmond Brandevoort (10 dec 2006)

- Hoevelaken - Alleen voor treinen Amersfoort – Ede Wageningen, niet voor Amersfoort – Apeldoorn (9 december 2012)
- Maarheeze (2009)
- Purmerend Weidevenne (9 dec 2007)
- Sassenheim (2012)
- Tiel Passewaaij (14 apr 2007)
- Twello (10 dec 2006)
- Utrecht Zuilen (10 juni 2007)
- Voorst-Empe (10 dec 2006)

### Naamswijzigingen
- Amsterdam Zuid WTC is hernoemd in Amsterdam Zuid (10 dec 2006).
- Amsterdam Bijlmer is hernoemd naar Amsterdam Bijlmer ArenA (10 dec 2006).

## Randstad

### Flevolandenhet Gooi
- Per 10 december 2006

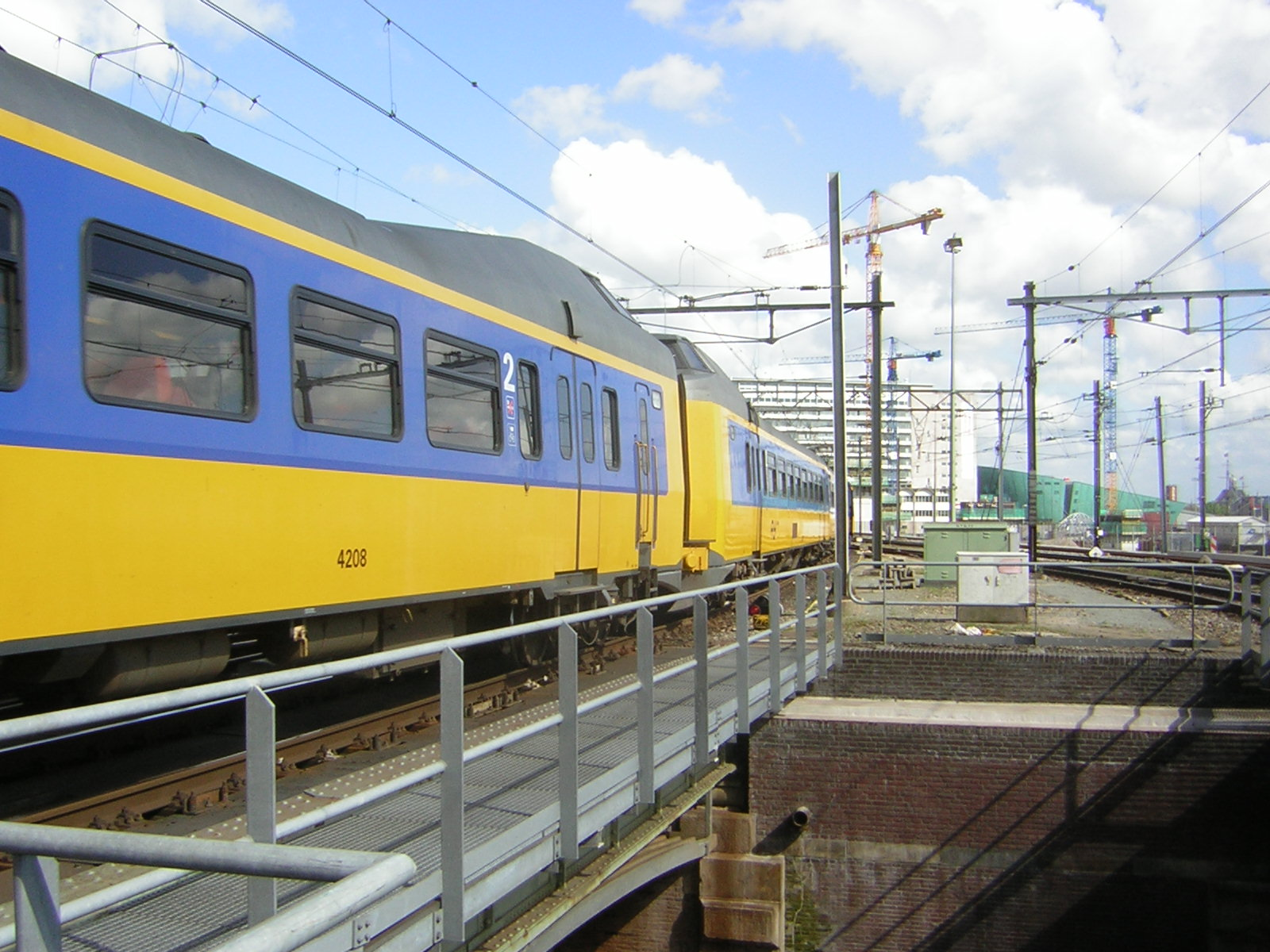
Koploper, Amsterdam Centraal.

Op de Flevolijn rijdt de sneltrein Amsterdam – Lelystad niet meer 's avonds en op zondag. Hiervoor in de plaats rijdt de stoptrein Amsterdam – Almere door naar en van Lelystad.
De stoptrein tussen Almere Oostvaarders en Utrecht Centraal via Hilversum rijdt van maandag tot en met zaterdag overdag twee keer per uur onder de naam intercity. (Deze trein stopt op tien van de dertien stations op de route.) Oorspronkelijk zou deze trein elke dag elk half uur gaan rijden. In vergelijking met de voorafgaande dienstregeling rijden de treinen Utrecht – Naarden Bussum nu de hele route.
- Per 9 december 2007

Op de Gooilijn stoppen de intercity's tussen Amersfoort en Schiphol of Amsterdam in Hilversum. Hiervoor is in Hilversum een tweede eilandperron gebouwd. Tegelijk stopt de sneltrein Amersfoort – Amsterdam op alle stations tussen Hilversum en Amsterdam. Vanaf Baarn, Naarden Bussum en Weesp betekent dit een langere reistijd naar Amsterdam of Amersfoort. Feitelijk zijn deze wijzigingen herstel van de oude situatie in 't Gooi. Tot mei 1995 stopten de intercity's in Hilversum en reden vier keer per uur stoptreinen tussen Hilversum en Amsterdam.
- Per 14 december 2008

De stoptrein Almere Oostvaarders – Amsterdam Centraal rijdt verder naar Uitgeest, 's avonds en op zondag naar Alkmaar. De sneltrein Lelystad – Amsterdam rijdt weer op zondag overdag, dit is een gedeeltelijk herstel van de situatie in 2006.

### Gouda / Utrecht – Abcoude – Amsterdam / Schiphol

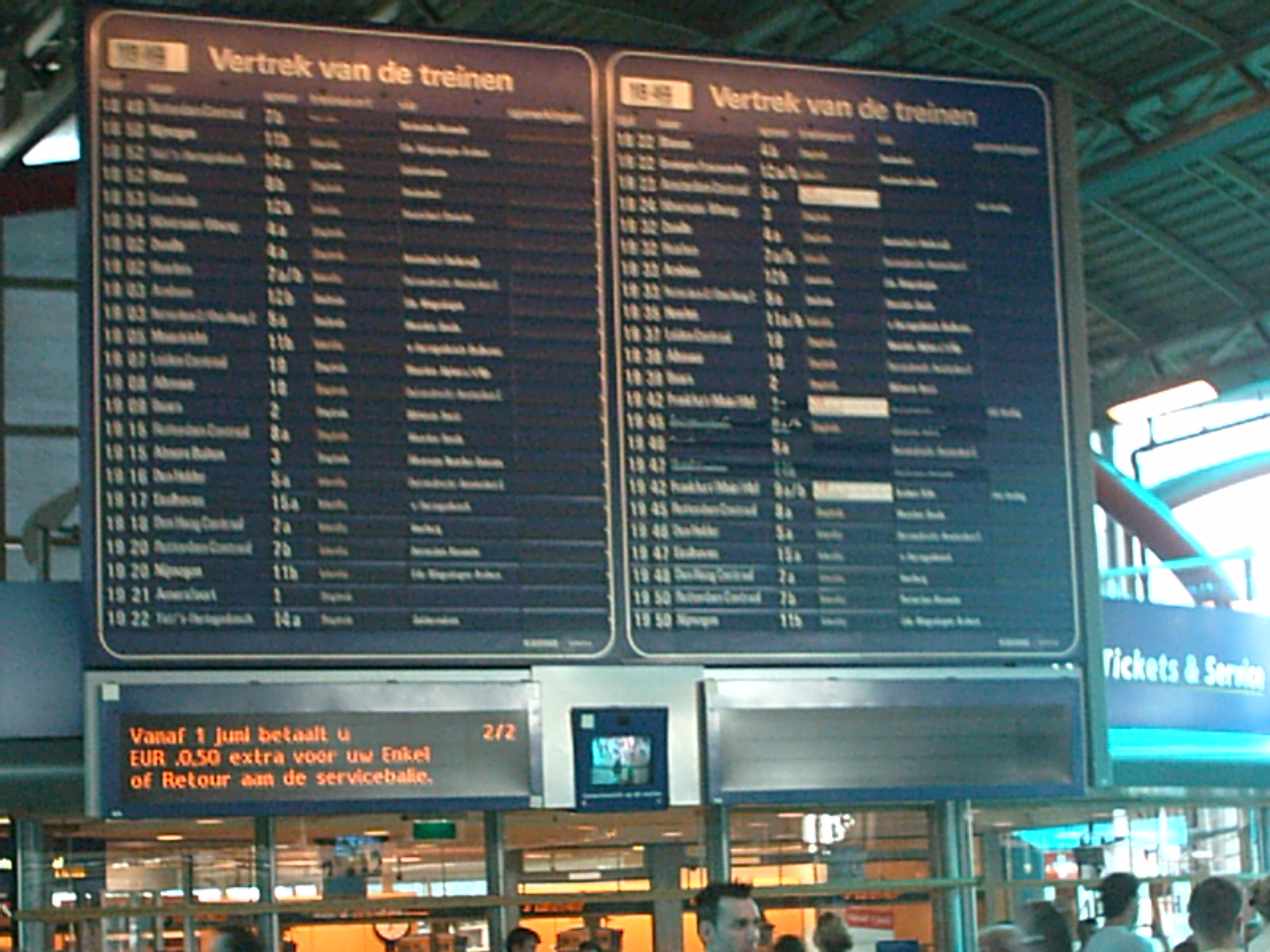
Vertrektijdenbord op Utrecht Centraal.

De oorspronkelijke planning voor de dienstregeling 2007 is niet gehaald. Op 15 augustus 2006 werd door ProRail en NS bekendgemaakt dat de verbreding tot vier sporen tussen Utrecht Centraal en Amsterdam Bijlmer ArenA pas vanaf 16 april 2007 beschikbaar is.
- Per 10 december 2006

De intercity's tussen Utrecht en Amsterdam stoppen niet meer in Duivendrecht. Bij thuiswedstrijden van voetbalclub Ajax wordt wel in Duivendrecht gestopt. De intercity's blijven wel stoppen in Amsterdam Amstel.
- Per 12 maart 2007

De extra intercity's tijdens de spitsuren tussen Utrecht en Amsterdam zijn vervangen door een nieuwe intercitydienst Utrecht – Schiphol via de Utrechtboog, die ook stopt in Amsterdam Bijlmer ArenA en Amsterdam Zuid. In de loop van 2007 bleek de reizigers-ontwikkeling in Amsterdam Zuid en Amsterdam Zuid-Oost anders dan verwacht. Sommige intercity's kregen een tijdelijke, extra stop in Amsterdam Bijlmer ArenA.
De stoptrein Gouda – Amsterdam rijdt ook 's avonds elk uur. Deze trein reed de laatste jaren alleen overdag een uurdienst, om 's avonds volledig het veld te ruimen voor goederenvervoer. De stoptrein Rhenen – Utrecht is gekoppeld met de stoptrein Utrecht – Amsterdam via Abcoude. Deze trein rijdt een keer per uur naar Amsterdam Zuid in plaats van Amsterdam Centraal. De stoptreinen rijden een tijdelijke dienstregeling, vanwege de uitgestelde oplevering van de nieuwe infrastructuur.
- Per 25 april 2007

De stoptrein Gouda – Amsterdam rijdt dagelijks elk half uur. De stoptrein Utrecht – Amsterdam is volledig vervangen door de stoptrein Utrecht – Amsterdam Zuid.
- Per 9 december 2007

De drukte op Amsterdam Bijlmer ArenA heeft geleid tot extra intercity's in de spitsuren. 's Morgens rijden twee, 's middags rijdt één extra intercity tussen Utrecht en Schiphol.
- Per 14 december 2008

De reizigersgroei in Amsterdam ZuidOost en de beperkte capaciteit tussen Amsterdam Zuid en Schiphol heeft NS verwerkt in een gecombineerde oplossing. De intercity (Nijmegen) Arnhem – Den Haag wordt vervangen door een intercity Nijmegen – Schiphol die overdag elk half uur rijdt. Dit leidt tot een kwartierdienst Schiphol – Utrecht.
Tegelijk wordt de stoptrein Rhenen – Amsterdam Zuid ingekort tot Breukelen. Waardoor Maarssen, de grootste gemeente tussen Utrecht en Amsterdam, buiten de spits geen rechtstreekse verbinding met Amsterdam meer heeft. Met subsidie van de Stadsregio Utrecht, komt er een kwartierdienst tussen Utrecht en Breukelen in het kader van Randstadspoor op maandag-zaterdag overdag. Tijdens de spitsuren wordt de stoptrein Utrecht – Breukelen uitgebreid tot Veenendaal Centrum – Amsterdam Centraal, echter zonder te stoppen in Amsterdam Amstel en Amsterdam Muiderpoort.
De stoptrein Gouda – Amsterdam rijdt verder naar Enkhuizen in plaats van Uitgeest en/of Alkmaar.

### Zandvoort – Haarlem – Amsterdam
- Per 10 december 2006

De intercity vanuit Heerlen of Maastricht rijdt vanaf Amsterdam Centraal niet meer naar Haarlem. Hiervoor in de plaats rijdt de stoptrein tussen Zandvoort en Haarlem verder naar Amsterdam Centraal. Ook de laatste trein wordt intercity genoemd, deze trein stopt niet in Haarlem Spaarnwoude. De rechtstreekse verbinding tussen Zandvoort en Amsterdam, die de laatste tien jaar alleen dankzij de zomerse strandtreinen bestond, is daarmee hersteld.
De stoptreinen tussen Uitgeest, Beverwijk, Haarlem en Amsterdam rijden niet meer verder na Amsterdam. Deze treinen reden eerder door als stoptrein naar Breukelen, Gouda en Rotterdam.

### Noord-Holland Noord
- Per 10 december 2006

De sneltrein Schagen – Amsterdam – Amersfoort is vervangen door de intercity Schagen – Amsterdam – Maastricht en Heerlen. De frequentie tussen Amsterdam en Alkmaar of Schagen is niet veranderd. Tot Alkmaar overdag elk half uur, in de spits naar Schagen en niet op zondag. De intercity Den Helder – Nijmegen stopt tussen Alkmaar en Amsterdam in Castricum, Zaandam en Amsterdam Sloterdijk, maar niet in Heiloo als gevolg van de openingstijden van een spoorbrug bij Alkmaar. Met het toevoegen van de stops in Zaandam en Castricum is de reistijd tussen Den Helder – Alkmaar – Amsterdam verlengd met vier tot zes minuten. Tegelijk is een corridor Alkmaar – Utrecht ontstaan, met vier intercity's per uur.
De stoptreinen Alkmaar – Uitgeest – Amsterdam via de Zaanlijn rijden na Amsterdam verder naar Breukelen (elke dag) of naar Amersfoort. Op maandag tot en met zaterdag overdag is de stoptrein ingekort: niet tussen Alkmaar en Uitgeest.
De sneltrein tussen Hoorn, Alkmaar en Haarlem stopt in Uitgeest om aansluiting te geven op de treinen naar Wormerveer en Zaandam. Richting Hoorn is in Alkmaar een aansluiting richting Den Helder. Andersom geldt dit niet. De sneltreinen rijden doordeweeks overdag door naar Den Haag totdat de HSL-Zuid in bedrijf komt.
- Per 14 december 2008

De nieuwe perrons aan de Hemboog op station Amsterdam Sloterdijk zijn met enkele jaren vertraging gereed voor gebruik. De stoptrein Enkhuizen – Amsterdam wordt opgewaarderd tot sneltrein (in NS-termen intercity) en rijdt verder als stoptrein naar Gouda en Rotterdam. Net zoals de bestaande spitstreinen wordt er niet meer gestopt tussen Amsterdam Sloterdijk en Hoorn. Purmerend verliest hiermee de rechtstreekse verbinding met Amsterdam Centraal en Enkhuizen. De uurdienst van de stoptrein Hoorn Kersenboogerd – Hoofddorp wordt een halfuurdienst. Na de ingebruikname van de HSL kan deze stoptrein worden verlengd tot Leiden en Den Haag.

### Dordrecht – Rotterdam – Den Haag – Leiden – Schiphol / Haarlem – Amsterdam
- Per 10 december 2006

Nieuwe vertrek- en aankomsttijden
- Per 9 december 2007

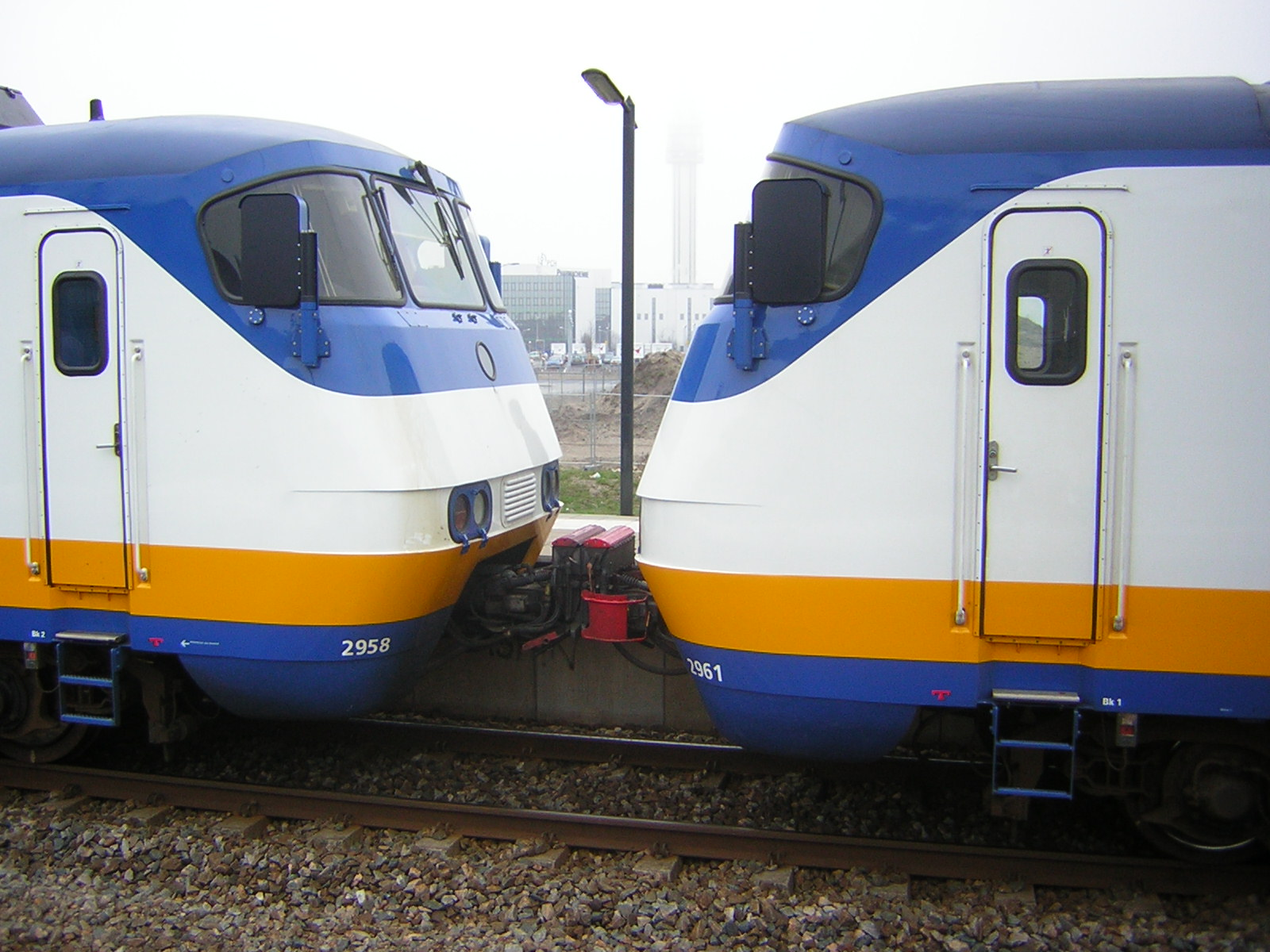
SGMm, Haarlem Spaarnwoude.

De internationale treinen zijn een half uur verschoven. De sneltrein Breda / Dordrecht – Amsterdam stopt altijd in Den Haag Laan van Nieuw Oost Indië. Sinds 2001 stopte deze sneltrein hier 's avonds, in het weekend en tijdens vakanties.
- Per 14 december 2008

De stoptreinen Den Haag – Haarlem rijden tijdens de spitsuren tot Amsterdam Centraal om de drukte tussen Haarlem en Amsterdam beter te verwerken. Deze uitbreiding is al gedeeltelijk ingegaan op 25 augustus 2008.
- Na volledige ingebruikname van de HSL-Zuid

De HSL-Zuid is in 2006 in ruwbouw gereedgekomen. Het Ministerie van Verkeer en Waterstaat heeft op deze lijn gekozen voor de allernieuwste vorm van beveiliging, die in de praktijk nog vele kinderziektes vertoont. In het voorjaar 2008 is er geen datum meer bekend wanneer deze treindienst van start gaat.
Na de start van de hogesnelheidstreinen tussen Amsterdam, Schiphol en Rotterdam wil NS de treinenloop op de Oude Lijn volledig herzien. Op de volgende stations gaan meer intercity's stoppen: Hoofddorp, Den Haag Laan van NOI, Delft, Schiedam Centrum en Rotterdam Blaak. De overige, kleinere stations, waaronder Rotterdam Lombardijen, worden met stoptreinen bediend. NS hoopt zo veel mogelijk passagiers te verleiden tot gebruik van de HSL door geen snelle intercity's tussen Amsterdam en Rotterdam meer te laten rijden. Met dezelfde motivatie zullen er geen rechtstreekse treinen Rotterdam – Schiphol via Den Haag meer worden aangeboden.
De intercity Vlissingen / Dordrecht – Amsterdam gaat via Haarlem in plaats van Schiphol rijden. Als gevolg van alle extra stops, wordt de reistijd op de hele route een kwartier langer. De sneltrein Amsterdam – Breda wordt ingekort tot Haarlem – Dordrecht, waardoor op dit deel van de route elk kwartier een intercity zal rijden.
Een kwartierdienst met intercity's tussen Schiphol en Den Haag ligt ook in het verschiet door een combinatie van de sneltrein Amsterdam – Den Haag via de Schiphollijn en verlenging van de intercity Amersfoort – Schiphol via Leiden Centraal naar Den Haag. In de eerste versie van de plannen voor de Dienstregeling 2007, was nog sprake van zes intercity's tussen Den Haag en Schiphol. In latere adviesaanvragen van NS Reizigers aan het Landelijk Overleg Consumentenbelangen Openbaar Vervoer (Locov) is dit aantal teruggebracht tot vier.
Van de bestaande stoptreinen blijven alleen de treinen Amsterdam Centraal – Hoofddorp, Haarlem – Den Haag en Roosendaal – Den Haag rijden. Nieuw zijn Hoorn – Schiphol – Den Haag en Breda – Den Haag.

### Midden-Holland
- Per 10 december 2006

Tussen Rotterdam / Den Haag en Utrecht rijdt elk kwartier een intercity. Deze stoppen allemaal in Gouda. Alle intercity's vanuit Rotterdam gaan na Utrecht verder naar Amersfoort. Vanuit Den Haag rijden de intercity's afwisselend door naar Arnhem en Amersfoort. Rotterdam verliest de rechtstreekse verbinding met Arnhem.
De stations Zoetermeer en Voorburg worden met stoptreinen bediend. Woerden behoudt een directe verbinding met Utrecht Centraal doordat de stoptrein Leiden – Utrecht nu niet meer stopt in Vleuten en Utrecht Terwijde en daarom voortaan Intercity heet. De spitstreinen tussen station Alphen aan den Rijn en Utrecht zijn vervallen.
Het stoptreinaanbod is verdubbeld tussen Den Haag en Gouda Goverwelle, hier rijdt op maandag tot en met vrijdag overdag elk kwartier een trein. De dagelijkse stoptrein rijden elk half uur en verder naar Utrecht, waardoor ook tussen Gouda Goverwelle en Woerden vier treinen per uur rijden.
- Per 14 december 2008

NS begint een proef met een nachttrein Utrecht – Rotterdam via Gouda tijdens de nachten van donderdag op vrijdag, vrijdag op zaterdag en zaterdag op zondag. De intercity Den Haag – Arnhem (Nijmegen) wordt ingekort tot Den Haag – Utrecht.

### Betuwe (Geldermalsen)
- Per 10 december 2006

Tussen Dordrecht en Geldermalsen rijdt Arriva in plaats van NS op de Merwede Linge Lijn. Tussen Geldermalsen en Gorinchem reed NS buiten de spits elk uur, tussen Gorinchem en Dordrecht reden de treinen 's avonds en op zondag een uurdienst. Arriva biedt op de hele route elk half uur een trein.
De stoptreinen Utrecht – Tiel en Utrecht – 's-Hertogenbosch rijden (behalve in de late avonduren) niet meer gecombineerd tot Geldermalsen, maar los van elkaar. Dit is gelijk aan de situatie tot 1998. Omdat deze treinen samen een kwartierdienst vormen, is er geen aparte stoptrein Utrecht – Geldermalsen meer. De stoptrein Utrecht – Tiel stopt niet in Utrecht Lunetten.
- Per 25 augustus 2008

De stoptrein Utrecht – Tiel stopt in Utrecht Lunetten, waarmee dit station een kwartierdienst krijgt.

## Zuid-Nederland

### Zeeland en West-Brabant – Amsterdam
- Per 10 december 2006

Nieuwe vertrek- en aankomsttijden
- Per 9 december 2007

De Intercity Amsterdam-Brussel (Beneluxtrein) en de Thalys-treinen zijn met een half uur verschoven. Hierdoor zijn de Intercity's Amsterdam-Vlissingen en Amsterdam-Dordrecht en de stoptrein Roosendaal-Vlissingen ook een half uur verschoven. De stoptreinen Roosendaal-Antwerpen zijn met een paar minuten verschoven.
- Na de ingebruikname van de HSL-Zuid

De Beneluxtrein gaat over naar de HSL-Zuid. Internationale treinen Amsterdam – Brussel / Parijs rijden dan via de HSL-Zuid en stoppen niet meer in Roosendaal, Dordrecht en Den Haag Hollands Spoor. De Intercity Amsterdam – Dordrecht zal na Dordrecht door gaan rijden naar Roosendaal en Vlissingen, waardoor de halfuurdienst uit de periode voor juni 1998 wordt hersteld.
In de eerste presentatie van de Dienstregeling 2007 wilde NS de stations Arnemuiden, Kapelle-Biezelinge en Krabbendijke op de Zeeuwse lijn sluiten wegens het geringe aantal reizigers. Na langdurig overleg met de Provincie Zeeland blijven deze stations open en gaan alle treinen op alle stations stoppen. De reis van Vlissingen naar Roosendaal wordt daardoor 8 minuten langer.
Vanuit Roosendaal naar België rijdt alleen nog 1 keer per uur een stoptrein. De Bond van Trein-, Tram- en Busgebruikers vzw in België pleit wel bij de NMBS voor het verlengen van een sneltrein tot Roosendaal.

### Noord-Brabant
- Per 10 december 2006

De sneltrein Roosendaal – Zwolle wordt vervangen door de nieuwe Intercity Roosendaal – Arnhem. Deze intercity rijdt twee keer per uur en stopt niet in Gilze Rijen en Tilburg West. Een nieuwe stoptrein Breda – 's-Hertogenbosch vervangt de stoptrein Breda – Weert tussen Breda en Tilburg. Deze nieuwe stoptrein rijdt door naar Geldermalsen en Utrecht Centraal.
De Intercity Den Haag Centraal – Venlo rijdt ook twee keer per uur en stopt tussen Eindhoven en Venlo in Helmond, Deurne, Horst-Sevenum en Blerick. De stoptrein Eindhoven – Venlo is in deze opzet verdwenen.
De stoptreinen 's-Hertogenbosch – Deurne en Breda – Weert zijn in Eindhoven herverkaveld in Eindhoven – Weert, Deurne – Tilburg West en Eindhoven – 's-Hertogenbosch. De Provincie Noord-Brabant geeft subsidie aan NS Reizigers om de stoptreinen elk half uur te laten rijden.
- Per 25 april 2007

De nieuwe stoptrein Breda – 's-Hertogenbosch rijdt ook 's avonds en op zondag elk uur.
- Per 9 december 2007

In Noord-Brabant gaan nachttreinen rijden. Het betreft een proef van drie jaar met financiële steun van de Provincie Noord-Brabant. In de nachten van donderdag op vrijdag, van vrijdag op zaterdag en zaterdag op zondag wordt het bestaande Nachtnet verlengd. Van Utrecht via 's-Hertogenbosch naar Eindhoven en van Rotterdam via Dordrecht, Breda, Tilburg naar Eindhoven. Bovendien rijdt een aparte nachttrein tussen Tilburg en 's-Hertogenbosch.

### Limburg
- Per 10 december 2006

De intercity Haarlem – Zuid-Limburg reed afwisselend naar Heerlen of Maastricht. Er rijdt tweemaal per uur een intercity naar Amsterdam en Alkmaar, zowel vanuit Maastricht, als vanuit Heerlen. In Sittard worden deze treinen gecombineerd en gaan verder naar Amsterdam, Alkmaar of Schagen. Op station Geleen Oost stoppen geen intercity's meer.
Tussen Kerkrade en Maastricht rijden twee stoptreinen, tussen Heerlen en Maastricht twee sneltreinen per uur. In de oude dienstregeling was dit een stoptrein en een sneltrein per uur. De lijnen Kerkrade – Heerlen – Maastricht en Roermond – Nijmegen worden niet meer door NS Reizigers, maar door Veolia geëxploiteerd. Op de route Roermond – Nijmegen is de sneltrein vervallen. Veolia laat op de Maaslijn elk half uur stoptreinen rijden, waarbij het noordelijke deel van de lijn in de spits een kwartierdienst heeft.
- Per 14 december 2008

De inzet van dubbeldeks interregio-materieel op de intercity Noord-Holland – Limburg blijkt in de praktijk te leiden tot overcapaciteit. NS Reizigers heeft een oplossing gevonden door 's avonds in Sittard de intercity uit Heerlen niet meer te combineren met de intercity uit Maastricht. In omgekeerde richting worden de treinen wel gesplitst in een deel voor Heerlen en een deel voor Maastricht.

## Noord- en Oost-Nederland

### Intercity NoordOost
- Per 10 december 2006

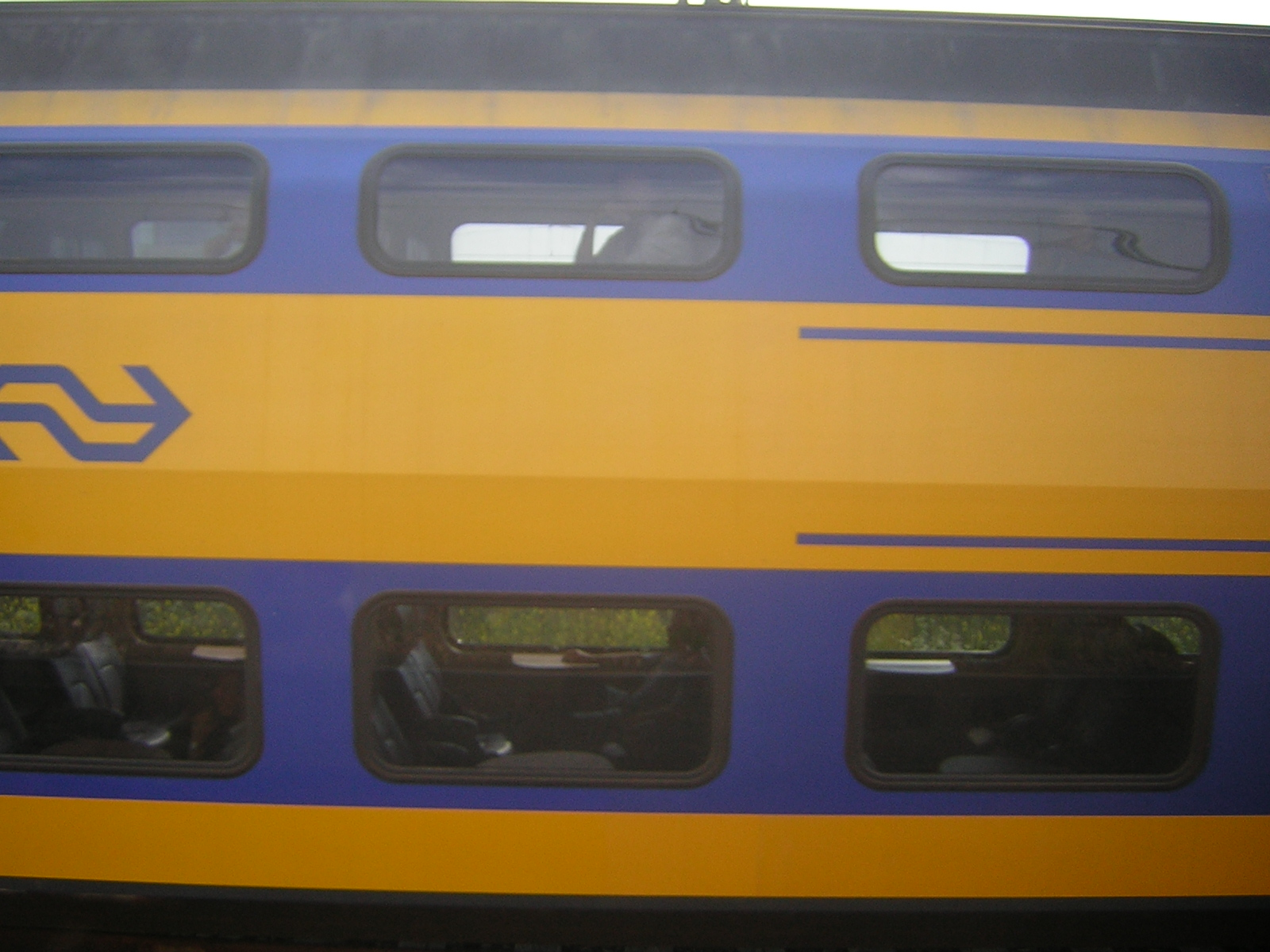
IRM

De intercity's uit Rotterdam, Den Haag, Schiphol en Amsterdam Centraal naar Leeuwarden, Groningen en Enschede via Amersfoort rijden onder de naam IC NoordOost. In de dienstregeling 2007 rijdt de IC NoordOost volgens een vereenvoudigde opzet, teneinde vertragingen te beperken en de verwachte reizigersgroei te faciliteren.
Het gedeelte Amsterdam – Amersfoort rijdt als aparte intercity, waardoor in Amersfoort moet worden overgestapt. Tijdens spitsuren houden Deventer en Apeldoorn hun rechtstreekse verbinding met Amsterdam Centraal. De treinen uit Leeuwarden, Groningen en Enschede rijden naar en van Amsterdam Zuid en Schiphol.
Tussen Zwolle en Utrecht rijden de treinen vaker apart van elkaar. Deze extra intercity's rijden na Utrecht naar Rotterdam en na Zwolle door naar Leeuwarden. Tijdens deze uren heeft Rotterdam geen rechtstreekse trein naar Enschede, vanuit Leeuwarden vervalt de verbinding met Schiphol. Tussen Rotterdam en Amersfoort rijdt elk kwartier een intercity.
De internationale treinen Amsterdam – Berlijn via Hengelo zijn weer opgenomen in de IC NoordOost. Tot 1992 was dit ook het geval. Net zoals in de eerdere situatie rijdt tussen Hengelo en Enschede een aansluitende pendeltrein. Vanwege de apart rijdende intercity Amersfoort – Amsterdam, rijden de meeste treinen naar Schiphol. Op verzoek van Deutsche Bahn rijdt één trein per dag wel naar Amsterdam Centraal.
- Per 10 juni 2007

Door andere openingstijden van de IJsselbrug bij Zwolle, zijn de treinen twee minuten eerder in Zwolle. Hierdoor is de korte overstap naar en van Kampen hersteld.
- Per 2 juni 2008

In Deventer is een tweede perron in gebruik genomen. Het betreft een tijdelijk perron wat op een spoor is geplaatst. De extra intercity's Deventer – Amersfoort – Amsterdam komen hierdoor eerder aan in Deventer.
- Per 14 december 2008

De internationale treinen Amsterdam – Berlijn rijden elke twee uur. Alle treinen rijden naar en van Schiphol via Amsterdam Zuid. Hiermee komt de frequentie weer terug op het niveau van 1992-1994. Deze uitbreiding komt in de plaats van de directe intercity's naar en van Enschede. Van Enschede naar de Randstad wordt dit altijd met een aansluitende pendeltrein opgevangen; in omgekeerde richting rijdt de pendeltrein 's avonds en in het weekend (wanneer de stoptrein Apeldoorn – Enschede niet rijdt).

### Friesland en Groningen
- Per 10 december 2006

De sneltrein Groningen – Leeuwarden rijdt op maandag tot en met vrijdag overdag elk uur. Dit was alleen tijdens spitsuren.
- Per 9 september 2007

Arriva rijdt op de regionale routes naar Groningen en Leeuwarden, de zogenoemde Noordelijke Nevenlijnen. De vernieuwde concessie heeft een looptijd van twintig jaar, waardoor nieuw materieel kon worden besteld. Dit materieel is in de loop van 2007 afgeleverd, waarna in september de dienstregeling kon worden herzien. Tussen Zuidbroek en Groningen rijden meer treinen. De treinen naar Roodeschool stoppen in Sauwerd.
- Per 9 december 2007

Tussen Leeuwarden en Wolvega rijden extra stoptreinen tijdens de spitsuren. NS Reizigers ontvangt hiervoor subsidie van de Provincie Friesland.
- Per 14 december 2008

De treinen naar Roodeschool rijden officieel door in Sauwerd. Deze wijziging is officieus al eerder ingegaan. De achtergrond van deze wijziging is vermeldenswaardig: Arriva heeft nieuw materieel, wat sneller optrekt en een hogere maximumsnelheid heeft. Spoorbeheerder ProRail heeft geen geld om de beveiliging van de Noordelijke Nevenlijnen geschikt te maken voor het nieuwe materieel, waardoor Arriva de treinen noodgedwongen langzamer moet laten rijden dan men wenst.

### Rond Arnhem en Nijmegen
- Per 10 december 2006

De sneltrein tussen Roosendaal en Zwolle is gesplitst in de intercitydiensten Nijmegen – Zwolle en Roosendaal – Arnhem. De laatste rijdt tussen Breda en Tilburg zonder te stoppen, maar stopt op alle stations tussen Arnhem en Nijmegen. Volgens NS helpt de opdeling van de sneltrein bij het verminderen van vertragingen. Eind 2007 werd echter bekend dat het bedrijf onderzoek doet naar een doorgaande intercity Zwolle – Roosendaal.
De vroegere stoptrein tussen Zutphen, Arnhem en Nijmegen rijdt nu tussen Zutphen, Arnhem en Ede-Wageningen. Tussen Arnhem en Ede blijft de stoptrein alleen in de spits elk half uur rijden. Tussen Zutphen en Arnhem rijdt de stoptrein op zondag de hele dag elk uur. De rechtstreekse stoptreinverbinding met Nijmegen van de stations tussen Zutphen en Arnhem is hiermee vervallen. In Elst stoppen buiten de spits minder treinen.
De intercity's tussen Arnhem en Utrecht Centraal rijden vier keer per uur en stoppen altijd in Ede Wageningen. De intercity naar Den Helder stopt in Veenendaal-De Klomp. Driebergen-Zeist wordt bediend door de intercity naar Den Haag. De laatste trein rijdt niet meer 's avonds en op zondagmorgen. Dan stopt de intercity Nijmegen-Den Helder op beide stations. De spitsstoptrein tussen Arnhem en Utrecht is vervallen. In plaats hiervan rijdt er een spitsstoptrein tussen Veenendaal Centrum en Utrecht.
- Per 14 december 2008

De verbouwing (toekomstige uitbreiding) van station en emplacement in Arnhem leidt tot enkele wijzigingen.
De treinen Roosendaal – Arnhem en Nijmegen – Zwolle worden weer samengevoegd tot een doorgaande verbinding. Dit is een gedeeltelijk herstel van de treinenloop voor Dienstregeling 2007 van start ging: tussen Zutphen en Arnhem en tussen Nijmegen en Breda als intercity, op de overige routedelen als stoptrein. In vergelijking met 2006 is de totale reistijd wel langer geworden, vooral tussen Dieren en Oss.
De stoptrein Ede-Wageningen – Zutphen wordt gesplitst. Tussen Arnhem en Ede rijdt elk uur een aparte stoptrein, tijdens spitsuren elk half uur. De tweede stoptrein rijdt tussen Zutphen, Arnhem en Nijmegen elk half uur, maar 's avonds en op zondagmorgen elk uur.
De intercity's Utrecht – Arnhem rijden allemaal verder naar en van Nijmegen. De stop in Elst vervalt. De intercity's naar Den Haag zijn vervangen door een intercity naar Schiphol.

### Overige treinen in Noord en Oost Nederland
- Per 10 december 2006

De stoptrein Zwolle – Utrecht reed sinds mei 1998 tussen Amersfoort en Utrecht als sneltrein en in de dienstregeling 2007 de hele route als stoptrein. Het gedeelte Amersfoort Schothorst – Utrecht is overgegaan naar de intercity Utrecht – Rotterdam. Hiermee heeft station Schothorst een snelle verbinding met Utrecht behouden, maar is er voor de westelijke Veluwe een langere reistijd naar Utrecht ontstaan.
De stoptrein Ede Wageningen – Amersfoort – Utrecht is opgeheven. Tussen Amersfoort en Ede Wageningen rijdt Connexxion op de Valleilijn in plaats van NS op de Kippenlijn.
De stoptrein Almelo – Deventer rijdt door naar Apeldoorn in verband met de opening van de stations Twello en Apeldoorn Osseveld. NS Reizigers ontvangt hiervoor subsidie van de Provincie Gelderland.
- Per 28 mei 2007

Tussen Almelo en Mariënberg is de concessie vernieuwd. Op maandag tot en met zaterdag overdag rijden de treinen twee keer per uur. Volgens opgave van de Regio Twente en concessiehouder Connexxion is de hogere frequentie tussen Vroomshoop en Mariënberg alleen noodzakelijk om aan te sluiten op de stoptrein richting Emmen. De treindienst wordt door Syntus uitgevoerd.
- Per 9 december 2007

Tussen Hengelo en Zutphen rijdt Syntus 's avonds langer elk half uur.
- Per 14 december 2008

Tot december 2008 reed de stoptrein Apeldoorn – Almelo elk uur, in de spits elk half uur en in de ochtendspits naar Enschede. Met subsidie van de Regio Twente wordt deze stoptrein uitgebreid. Tussen Apeldoorn en Almelo op maandag tot en met vrijdag overdag elk half uur, vanaf Almelo verder naar en van Enschede op maandag tot en met zaterdag overdag. In Hengelo is dan aansluiting met de Syntustrein Zutphen – Oldenzaal. Op de route Enschede-Wierden rijden hierdoor maximaal vier stoptreinen per uur. Tijdens deze uren vervalt de pendeltrein van Hengelo naar Enschede in aansluiting op de internationale treinen in Hengelo.
Op de Syntus-route Arnhem – Doetinchem wordt de kwartierdienst tijdens de spits uitgebreid naar maandag tot en met vrijdag overdag. Syntus ontvangt hier extra subsidie van het Knooppunt Arnhem Nijmegen (KAN) voor.
Het enkelspoor leidt tot een bijzondere bediening van Doetinchem De Huet: op maandag-vrijdag overdag rijden de treinen Arnhem – Winterswijk hier in de rustige richting door.
Op de Connexxion-route Amersfoort – Ede-Wageningen wordt de kwartierdienst Amersfoort – Barneveld Noord beperkt tot maandag t/m zaterdag overdag en uitgebreid tot Amersfoort – Barneveld Centrum. Hiervoor moest ProRail de beveiliging in Barneveld Centrum aanpassen, wat is gebeurd op kosten van de opdrachtgevende provincie Gelderland en betaald uit de boetes die Connexxion heeft gekregen van de provincie Gelderland tijdens de uitvoering van de concessie.
- Van april 2007 tot 2012

In verband met het project Almelo Verdiept is tussen Almelo en Almelo De Riet van april 2007 tot mei/juni 2009 een noodspoor in gebruik. Hierdoor zijn de goede aansluitingen in Hengelo tussen de treinen Zwolle – Enschede van NS en Zutphen – Oldenzaal van Syntus vervallen. Na het gereedkomen van het verdiepte spoor in Almelo, gaat in Nijverdal het Combiplan N35 van start. De stoptrein Zwolle – Enschede wordt opgeknipt in een deel Zwolle – Nijverdal West en een deel Nijverdal – Enschede. Tussen deze twee stations zal een buspendel gaan rijden. Op de plaats van het spoor in Nijverdal willen gemeente, provincie en Rijkswaterstaat een gecombineerde tunnel voor de rijksweg en spoorlijn bouwen.

## Weerstand tegen de nieuwe dienstregeling
Toenmalig staatssecretaris Melanie Schultz van Haegen heeft de dienstregeling in de zomer van 2006 goedgekeurd, zonder de Tweede Kamer te consulteren. Dit leidde tot veel kritiek, aangezien er van groepen reizigers veel commentaar kwam:
- De bediening van Noord-, Oost- en Zuid-Nederland met de Randstad zou verslechteren;
- Voor een aantal reizen kwam er een sterke verlenging van de reistijd, volgens een door GroenLinks opgesteld zwartboek;
- Een aantal grotere plaatsen raakten hun sneltrein- en/of intercitystatus kwijt, zoals Voorburg en Zoetermeer;
- Voor sommige verbindingen moest voortaan overgestapt worden, waar er eerst een rechtstreekse trein was. Vooral vanuit de regio Arnhem / Nijmegen kwam er protest tegen het verdwijnen van een aantal rechtstreekse verbindingen;
- Veel verbeteringen zouden achterblijven bij de hoge verwachtingen;
- Een aantal goede overstappen zijn verruimd als gevolg van (geplande) verbouwingen op de grote stations, waardoor minder perrons beschikbaar zijn.
- Daarnaast bleek uit een uitgelekte memo van de NS dat er een tekort aan personeel en materieel zou ontstaan.

## Internationaal
De nieuwe dienstregeling vindt mede zijn oorsprong in de verwachte ingebruikname van de HSL naar Parijs via Breda. Reden waarom er ook in België op 10 december 2006 een aantal aanpassingen aan de dienstregeling plaatsvonden.
In december 2007 is er een groot aantal buitenlandse bestemmingen bijgekomen. Vanuit Amsterdam rijden er dagelijks nachttreinen, via Utrecht en Arnhem, naar Kopenhagen, Moskou, Praag, Wenen en Milaan. Daarnaast geeft de hogesnelheidstrein ICE van Deutsche Bahn naar Frankfurt am Main een goede aansluiting op de nieuwe ICE naar Wenen. Een aantal van deze bestemmingen zijn geschrapt per december 2008.

## Trivia
- Niet op alle stations werden in de nacht van 9 op 10 december 2006 de vertrekstaten vervangen. Zo werd station Almere Muziekwijk overgeslagen.
- De machinist van de eerste trein vanuit Heerlen naar Alkmaar maakte een extra stop op Station Geleen Oost, omdat hij niet zeker wist of dat hij daar wel of niet moest stoppen.
- Het personeel van de Nederlandse Spoorwegen kreeg een dagje Efteling aangeboden vanwege de succesvolle invoering van de nieuwe dienstregeling.
- In het jaarverslag over 2007 meldt NS structureel gestegen kosten als gevolg van de invoering van Dienstregeling 2007.
- De intercitylijnen naar Maastricht en Heerlen waren vanaf de jaren ' 80 relatief langzaam omdat de dienstregeling nog was gebaseerd op ouder materieel waarvan de deuren handmatig gesloten moesten worden. Ook was al in de jaren '90 en '00 op sommige plekken de spoorcapaciteit inmiddels al uitgebreid wat de mogelijkheden tot versnelling van de dienst had kunnen vergroten. Maar vanwege de verwevenheid met andere spoorlijnen en andere afstemmingskwesties was dit in de jaren '90 en '00 nog niet mogelijk. Pas door de integrale landelijke herziening van de dienstregeling in 2007 kon de intercitydienst naar Maastricht en Heerlen wel versneld worden.

## Voetnoten
1. ↑  Eurlings: geen nieuwe datum start HSL www.elsevier.nl, 11 oktober 2007
2. ↑  Gemeente Hellendoorn: Tijdelijk station Nijverdal-West

1970 
· 2007-2009
(2008 
· 2009)
· 2010 
· 2011 
· 2012
· 2013
· 2014
· 2015
· 2016
· 2017
· 2018
· 2019
· 2020
· 2021
· 2022